# Erioptera perpictula
Erioptera perpictula är en tvåvingeart som beskrevs av Alexander 1931. Erioptera perpictula ingår i släktet Erioptera och familjen småharkrankar. Inga underarter finns listade i Catalogue of Life.